# Artémis (Q206)
Pour les articles homonymes, voir Artémis (sous-marin) et Artémis (homonymie).
L'Artémis (Q206) était un sous-marin français de classe Aurore. Sa construction, commencée avant la Seconde Guerre mondiale, a été très ralentie par l'invasion de la France en juin 1940. Elle a repris après-guerre, et l'Artémis a servi de 1951 à 1965.